# Толстой, Алексей Иванович
Алексей Иванович Толстой (1721—1803) — действительный статский советник, иркутский гражданский губернатор.

## Биография
Алексей Иванович Толстой родился в 1721 году. Значительную часть жизни посвятил военной службе. На государственной службе с 1770 года. 25 сентября 1798 года произведён в действительные статские советники и назначен иркутским гражданским губернатором. 31 августа 1799 года награждён Орденом святой Анны 1 степени. В 1802 году был освобождён от должности губернатора. Скончался 30 июня 1803 года.
Современники Толстого отмечали его бездеятельность на посту губернатора. За это в народе он даже получил прозвище «Пустая голова».